# Demis Hasabis
Ser Demis Hasabis (rođen 27. jula 1976) je britanski informatičar, istraživač veštačke inteligencije i preduzetnik. U svojoj ranoj karijeri bio je programer i dizajner AI video igara i ekspert za društvene igre. On je glavni izvršni direktor i suosnivač Dipmajnda i Izomorfik labsa, i savetnik za veštačku inteligenciju vlade Velike Britanije.
Član je Kraljevskog društva i osvojio je mnoge prestižne nagrade za svoj rad na AlphaFold-u, uključujući Nagradu za prodor, kanadsku međunarodnu nagradu Gejdner i nagradu Lasker. Godine 2017, imenovan je za CBE i uvršten je na listu Tajm 100 najuticajnijih ljudi. Godine 2024. proglašen je vitezom za zasluge veštačkoj inteligenciji.

## Spoljašnje veze
- (језик: енглески) Шахиста: Demis Hasabis, рејтинг-картица ФИДЕ